# Anna Černohorská
Anna Petrovićová-Njegošová, po sňatku známá jako Anna z Battenbergu (18. srpna 1874 Cetinje – 22. dubna 1971 Montreux) byla černohorská princezna, šestá dcera (sedmý potomek) černohorského knížete a později krále Nikoly I. a jeho ženy, kněžny a královny Mileny.
Patřila k dynastii Petrovićů-Njegošů a byla členkou černohorské královské rodiny. Sňatkem s knížetem Františkem Josefem Battenberským se stala také členkou rodu Battenbergů (větve dynastie Hesenských) a battenberskou kněžnou.

## Život

### Dětství a vzdělání
Princezna Anna se narodila 18. srpna 1874 v královském paláci v Cetinje, kde vyrůstala se svými některými sourozenci. 22. prosince toho roku byla v Dajbabském klášteře pokřtěna jako Anna Marie Antonie, jejím kmotrem byl srbský kníže Milan IV. Již od dětství měla velké umělecké vlohy. Stejně jako její sestry Zorka, Milica, Anastázie, Marica, Elena a bratr Daniel Alexandr, tak i Anna byla velice brzy poslána na studia do Smolného dívčího institutu v Petrohradu pod záštitu ruské carské rodiny. Zde vystudovala něco z práva a politických věd, malířství a hru na violoncello a stala se velikou oblíbenkyní carevny Marie Fjodorovny.
Uměla hovořit výborně rusky, německy a francouzsky, přijatelně ovládala také angličtinu.

### Manželství

#### Setkání sFrantiškem Josefem
V listopadu 1896 se Anna během návštěvy své sestry princezny Milicy a švagra velkoknížete Petra Nikolajeviče v Cimiez ve Francii setkala s pohledným a sympatickým knížetem Františkem Josefem Battenberským, který zde byl hostem britské královny Alexandriny Viktorie Hannoverské. Během podzimního odpoledne si malá skupinka, tvořená královnou, kněžnou Alicí Battenberskou, princeznou Annou a Františkem Josefem a hrstkou dalších členů královských vyrazila na projížďku do La Turbie, aby zhlédli tamější cameru obscuru. Jenže zatím co šli všichni do kabiny camery obscury, Anna s Františkem se nenápadně vytratili a již pár týdnů poté Františkův bratr Ludvík Alexandr veřejnosti oznámil zasnoubení princezny Anny a Františka Josefa. Touto správou byla velmi potěšena královna Viktorie, členové ruské carské rodiny, ale především Anniny rodiče, kníže Nikola s kněžnou Milenou.
Rod Battenbergů byl výsledkem morganatického manželství, ale i přesto byli jeho členové velice uznáváni (především díky úzkým vazbám se Spojeným královstvím – Františkův bratr Jindřich Mořic se oženil s princeznou Beatrix, dcerou královny Viktorie). Battenbergové byli velice známí pro svůj dobrý vzhled, šarm, inteligenci a co je možná nejdůležitější, pro jistou politickou neutralitu, která jim přinesla mnoho prospěchů od členů ruské carské rodiny.

#### Obřad
Anna a František Josef dostali požehnání nejen Anniných rodičů, ale také od královny Viktorie a ruského cara Mikuláše II. a carevny Alexandry Fjodorovny. 18. května 1897 za přítomnosti celé černohorské královské rodiny a také mnohých významných zahraničních hostů se princezna Anna v Cetinje provdala za knížete Františka Josefa. Tato svatba byla velkou slavnostní událostí, srovnatelnou se svatbou Annina nejstaršího bratra Daniela Alexandra, černohorského korunního prince s vévodkyní Juttou Adolfinou Meklenburskou. Svatební obřady Anny a Františka byly dva, jeden pravoslavný a druhý protestantský.
Anna dostala od ruského cara věno jeden milion rublů, část peněz si s Františkem Josefem nechali, část Anna darovala své rodině a většina šla na stavbu jejich soukromých rezidencí na jihu Černé Hory, v Německu a ve Švýcarsku.
Přestože se Anně s Františkem Josefem nikdy nepodařilo zplodit děti, jejich život byl naplně láskou a spokojeností.

### Pozdější život
Ani ne za půl roku po svatbě byl František Josef jmenován generálním guvernérem na politicky neklidném řecko-tureckém ostrově Kréta, odkud se vrátil až v zimě. Toto odloučení bylo pro novomanžele velmi skličující. Po Františkově návratu žili novomanželé ve své nové vile v malé horské vesničce Mala Gorana na jihu Černé Hory, nedaleko města Ulcinj, kde žili krásným idylickým životem a rádi přijímali společnost tamějších venkovanů.
Před první světovou válkou se manželé přestěhovali do německého Darmstadtu, kde pobývali v zámečku Prinz Emils Garten. Avšak po začátku války jim Františkův strýc Ernest Ludvík doporučil zůstat v průběhu války mimo Německo. Anna s Františkem odešli tedy do Itálie na dvůr Anniny sestry princezny Eleny Alexandry, která coby manželka Viktora Emanuela III. byla italskou královnou. Avšak po vstoupení Itálie do války se manželé ocitli v trvalém exilu a usídlili se ve svém dvoupatrovém bytě ve Švýcarsku, kde František Josef pokračoval ve svém akademickém vzdělání a jistou dobu také působil jako přednášející profesor na soukromé vysoké škole. Po množství cest po Evropě po odchodu z Černé Hory a po nákladných vyřizováních dokladů v exilu se princezna Anna s knížetem Františkem Josefem ocitli ve značné finanční nejistotě. Avšak záchranou pro ně byl Annin umělecký talent.
Po roce 1917 začala britská královská rodina zavádět změny ve jménech. Z Battenbergů se stali Mountbattenové, z battenberských knížat, velkovévodů a vévodů se stali ve směs vévodové z Barmy – touto změnou prošli všichni kromě Anny a Františka Josefa. Anna stále používala jméno Battenbergů až do své smrti, čímž velice překvapila členy královské rodiny. Láska ke svému manželovi jí nedovolila si jméno změnit.

### Smrt
Kníže František Josef zemřel 31. července 1924 v Territet nedaleko Montreux ve Švýcarsku. I když se s ním nikdy nesetkala, jeho neteř Edwina Mountbatten mu opakovaně během svého života posílala finanční příspěvky. Tak to pokračovalo i po Františkově smrti, kdy Edwina posílala peníze i Anně coby battenberské kněžně-vdově, a to až do Edwininy smrty roku 1960.
Po smrti manžela se Anna na krátký čas uchýlila do Bratislavy, poté ke známým do La Valletty na Maltě, avšak již po pár měsících se vrátila zpět do Švýcarska.
Princezna Anna zemřela 22. dubna 1971 v Montreux. Po řadu let to byla nejstarší žijící princeznou v Evropě.

## Umělecká tvorba
Kromě svého královského původu byla Anna Petrović-Njegoš známá také jako nadaná umělkyně. Během svého života psala a anonymně publikovala značné množství hudebních skladeb, které dosáhly nemalého obchodního úspěchu. Právě zisky z těchto publikací velmi pomohly Anně a jejímu manželovi během exilu ve Švýcarsku. V roce 1899 během tvorby opery nahrála Anna rozsáhlý rozhovor s předním italským skladatelem Pietrem Mascagnim v královském paláci v Neapoli; setkání zprostředkovala Annina sestra Elena.
Nejznámějším hudebním počinem princezny Anny je ale černohorská lidová píseň Kralj Nikola na umoru, oslavující Annina otce.